# Asociación Catalana de Socorros Mutuos Montepío de Montserrat
La Asociación Catalana de Socorros Mutuos Montepío de Montserrat es una asociación mutual fundada en Buenos Aires el 1 de enero de 1857, siendo actualmente la entidad catalana más antigua en Argentina, y la segunda en el exterior de Cataluña detrás de la Sociedad de Beneficencia de Naturales de Cataluña de La Habana, Cuba.

## Historia
En respuesta a la convocatoria publicada en algunos periódicos de la época, un gran número de catalanes y baleares residentes en Buenos Aires se reunió en los salones del hoy desaparecido "Teatro del Porvenir" con el fin de fundar una asociación de socorros mutuos, reproduciendo los lineamientos más significativos de las que habían conocido en sus países de origen.
En la asamblea se discutió el primer reglamento, decidiéndose a la vez que la institución tomara el nombre de Montepío de Montserrat por el significado que la palabra Montepío tenía en Cataluña. En la segunda asamblea –celebrada cinco días después– se eligió la primera Comisión Directiva del Montepío de Montserrat, se aprobó el primer estatuto y se procedió a inscribir a los primeros socios.

Pueden ser socios los naturales de Cataluña e Islas Baleares y los hijos de aquellos, aunque hayan nacido en otros países, y para ser admitidos deben haber cumplido 14 años de edad, gozar de buena salud y ejercer una profesión, arte u oficio, o poseer medios de vida honradamente.
Primeros estatutos del Montepío de Montserrat

Un año después de la fundación, en 1858, se arrendó un terreno con capacidad para dieciséis sepulturas en el Cementerio del Norte –actual Cementerio de la Recoleta– y se erigió el primer panteón de la mutual. En 1899 se trasladó el panteón al Cementerio de la Chacarita, donde se conserva actualmente como una de las edificaciones más destacadas de dicho cementerio. El altar de la capilla ostenta una recreación del Macizo de Montserrat, hecha con piedras traídas desde la propia montaña en Cataluña. En 1907 el terreno donde se levanta el panteón fue otorgado a perpetuidad al Montepío de Montserrat.

Ser socio del Montepío es ventajoso para los pobres, porque pueden contar con una asistencia mejor que la pública [y] para los ricos porque pueden así llevar a cabo una función benéfica.
Fragmento de texto del primer boletín del Montepío en 1916

El enfoque de la mutual concuerda con el espíritu transversal –tanto económico como social– que distinguía a las sociedades de base nacional o regional de las hermandades obreras. La Ley Sáenz Peña de 1912 reservaba solo para los extranjeros naturalizados la participación en la vida política argentina. Por lo tanto, es a través de estas asociaciones donde los extranjeros no naturalizados podían agruparse para alcanzar objetivos sociales, económicos y políticos.
En 1939 fueron inhumados los restos de Pedro Corominas, quien murió súbitamente al poco tiempo de exiliarse en Buenos Aires. Se conservan fotografías de su hijo Joan rindiéndole homenaje delante de la capilla del panteón.
Luego de tener la sede establecida en la calle Chacabuco 875 –compartida con el actual Casal de Catalunya– y posteriormente en la calle Hipólito Yrigoyen, finalmente en 1941 se trasladó al inmueble adquirido en la calle Misiones 141.
A lo largo del siglo XX, especialmente alrededor de los años cincuenta, sesenta y principios de los setenta, el Montepío asumió un gran nivel en materia de prestaciones médicas, recibiendo sus socios protección prácticamente integral, incluyendo internación y cirugía. Sin embargo, las distintas crisis económicas que atravesó el país a finales del siglo pasado determinaron la necesidad de reformar el estatuto, pasando, desde el año 2002, a brindar servicios de medicina exclusivamente ambulatoria, incluyendo emergencias. Más allá de estas limitaciones, a partir del siglo XXI el Montepío de Montserrat puso foco también en otras actividades de carácter cultural y social, dentro del marco de la difusión de la cultura catalana, uno de los objetivos del estatuto.

## Hitos
- Se funda en enero de 1857 por y para catalanes y baleares.
- En julio de 1866 dimite la Junta Directiva para oponerse a un proyecto que permitiría la incorporación como socios de los nativos de cualquier zona de España.
- En julio de 1873 se establece el idioma catalán como lengua oficial del Montepío.
- En 1876 se declara el periódico "L'Aureneta" –dirigida por Antonio de Paula Aleu, quien fue presidente del Montepío en 1874 y 1875, y volvería a serlo dos décadas más tarde en el período 1905-1908, – órgano oficial del Montepío.
- En marzo de 1879 se acuerda que puedan ingresar como socios los naturales de Valencia
- En la asamblea de 1881 se acuerda que podían ingresar como socios los hijos de naturales de Cataluña y Baleares, siempre que sus padres fuesen o hubieran sido socios.
- En mayo de 1889 Luis Castells donó al Gobierno de España un terreno y el futuro edificio cuya construcción tomó a su cargo, en la calle Chacabuco 875, para que fuera la sede de su representación diplomática y la de la Cámara Española de Comercio, con expresa reserva para que en su planta baja tuvieran asiento perpetuo y gratuito, el "Centre Català" (hoy Casal de Catalunya) y el Montepío de Montserrat.
- El 29 de septiembre de 1897 se le otorga la personería jurídica.
- En 1941 adquirió el inmueble sito en Misiones 139/141/143/145 C.A.B.A., donde desde entonces tiene establecida su sede social.
- Los días 21, 22 y 23 de octubre de 2007 se celebró el 150° aniversario del Montepío, con diversos actos a los que asistieron representantes de la Generalidad de Cataluña (Sres. Ángel Cortadellas y Sr. Rafael Caballería), de la Embajada de España (Sr. Rodrigo Aguirre de Carcer), autoridades locales (Dr. Patricio Juan Griffin, Presidente del INAES, organismo controlante de las Mutuales en Argentina), representantes de todos los casales catalanes de Argentina, socios, personal y miembros de la Comisión Directiva del Montepío de Montserrat.
- Desde 2013 la Entidad mantiene un perfil en Facebook, con noticias, informaciones y actos programados.